# بانک زنیت
بانک زنیت (انگلیسی: Zenith Bank) شرکت خدمات مالی و بانکداری نیجریه‌ای است، که در سال ۱۹۹۰ توسط جیم اوویا تأسیس شد.